# Рооксе
Ро́оксе (ест. Rookse küla) — село в Естонії, у волості Кастре повіту Тартумаа.

## Населення
Чисельність населення на 31 грудня 2011 року становила 57 осіб.

## Географія
Поблизу населеного пункту проходить автошлях 45 (Тарту — Ряпіна — Вярска). 

## Історія
До 24 жовтня 2017 року село входило до складу волості Винну.